# 约翰·弗里德里希·尤利乌斯·施密特

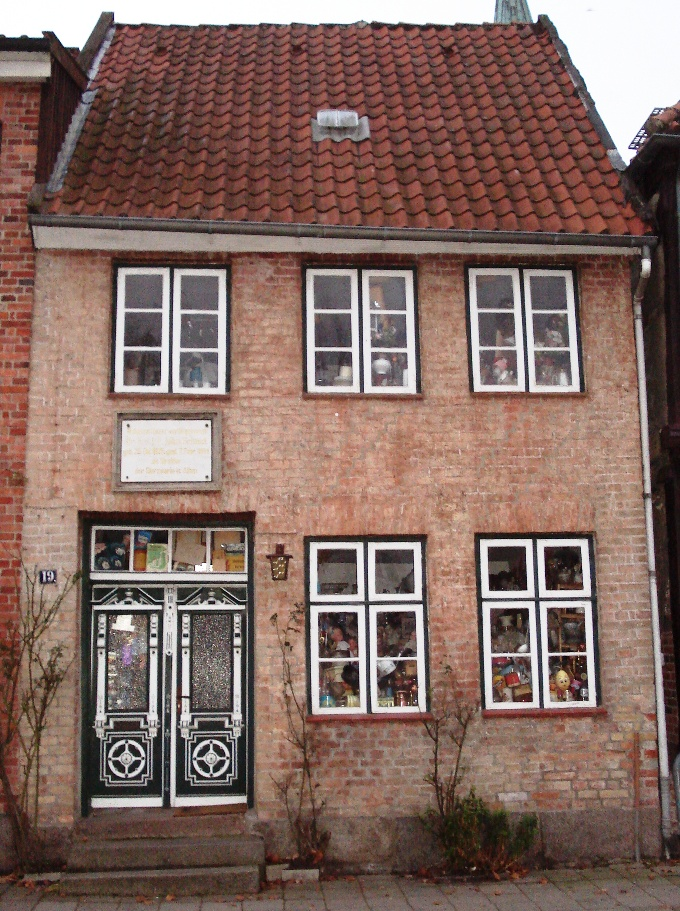
位于的奥伊廷的约翰·弗里德里希·尤利乌斯·施密特诞生之所

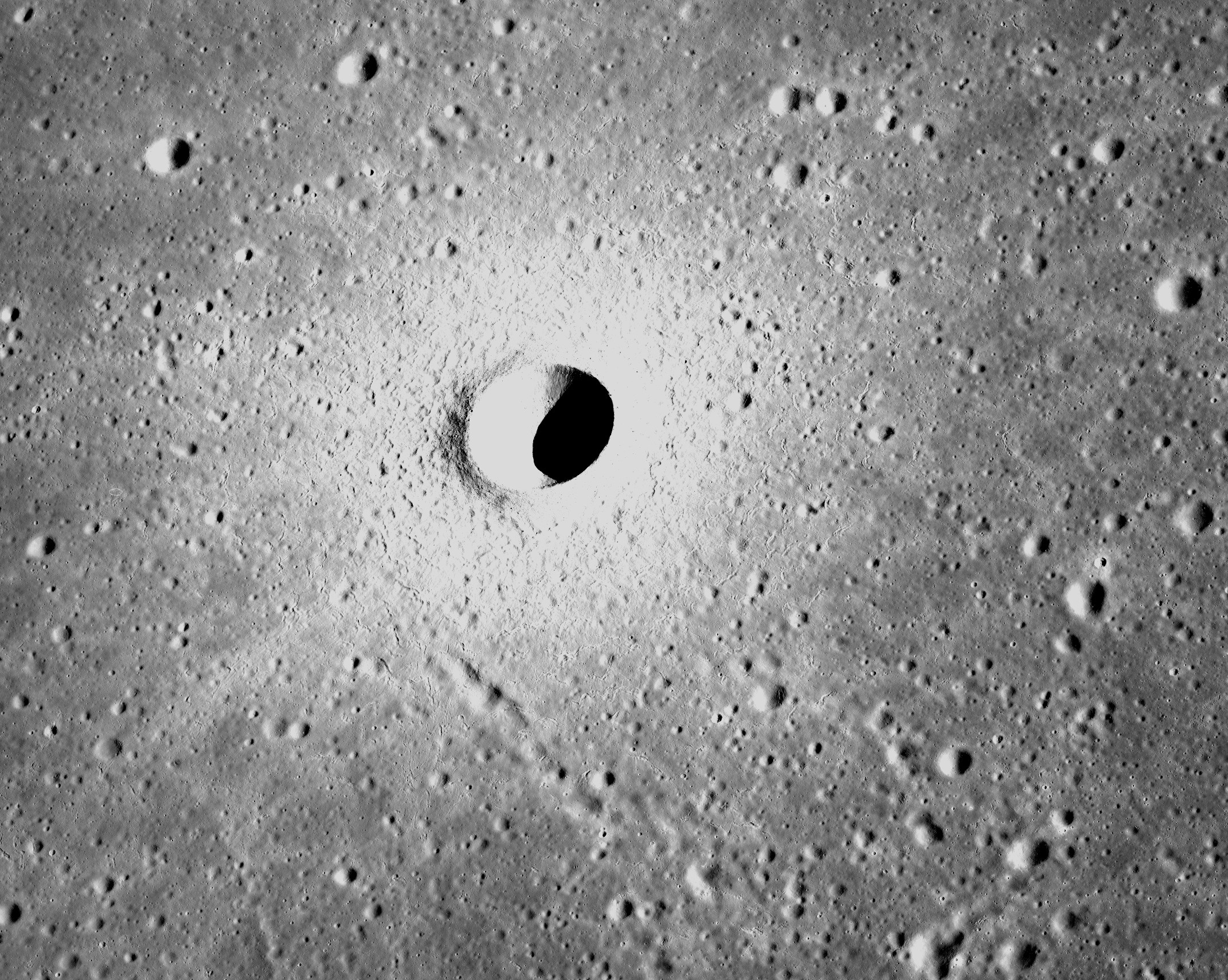
月球上的林奈陨石坑

约翰·弗里德里希·尤利乌斯·施密特（德語：Johann Friedrich Julius Schmidt，1825年10月25日—1884年2月7日），德国天文学家暨地球物理学家。

## 简历
在他还是一名中学生时，其结构和绘画能力就令人印象深刻，对科学有着浓厚的兴趣。14岁时他得到了一本约翰·希罗尼穆斯·施罗特撰写的《月球地形片断》，这激发了他终生研究月球月面的兴趣。在汉堡上学期间，他参观了阿尔托纳天文台，在那里他遇到了著名月面图的绘制者威廉·沃尔夫·比尔和约翰·海因里希·冯·马德勒。
1842-1845年他师从卡尔·路德维希·克里斯蒂安·吕姆克，掌握了基本天文观测；1845年在位于杜塞尔多夫附近的比尔克本茨恩伯格私人天文台获得了一个助理职位，但不久又转至弗里德里希·威廉·奥古斯特·阿格兰德任台长的波恩天文台；1853年他成为冯·温克里希伯格伯爵设在奥尔米茨(捷克奥洛穆茨)私人天文台台长；1858年，他被任命为新建的雅典国家天文台台长，他在此度过后半生的职业生涯。
从年轻开始，他大部分的工作时间都用于绘制月球地图，准备制作一幅自己的月面图。1866年，他惊人地宣称看到月球瞬变现象，林奈陨石坑外观已发生很大改变，由此引发持续数十年的争论。如此谨慎的一位观察者的观点，自然有相当的分量，然而，这一说法最终被普遍认为是未经证实的。
到1868年时，他的月面图几乎已接近完成，尽管直到1874年才最终结束收尾工作，这是几十年来第一幅超过了著名的比尔和马德勒月图的月面图。 
1876年11月24日，他发现天鹅座新星-也被称为"天鹅座 Q"。
1878年，施密特还整理出版了威廉·戈特黑尔夫·罗尔曼所绘制月图的全部25个部分。罗尔曼在1836年完成了该幅月图，却在1840年就去世了，1824年仅出版了该月图的前4部分。为表彰施密特所做的月面研究工作，法国科学院授予了他瓦尔兹奖。
他还研究地球上的火山作用和地震现象，有时甚至冒着生命危险。他率先使用无液气压计来测量高度；出版过一部有关希腊自然地埋的著作；研究过彗星的物理性质以及恒星的周期和亮度。
1868年，他被波恩大学授予荣誉博士学位，在他去世后，希腊国王和王后曾出席了天文台举办的悼念活动。

## 纪念
月球上的施密特陨石坑就是以他和另外二位相同名字之人共同命名。

## 备注
1. 1 2 3 4  ADB:Schmidt, Julius
2. ↑  . The Observatory. 1884, 7: 118–119  [2017-08-09]. （原始内容存档于2017-08-09）.
3. ↑  Gilman, D. C.; Peck, H. T.; Colby, F. M. (编). .  (第1版). 纽约: Dodd, Mead. 1905.

### 讣告
- Astronomische Nachrichten, v. 108 (1884), pp. 129-130. （页面存档备份，存于） （德文）
- Monthly Notices of the Royal Anstronomical Society, v. 45 (1885), pp. 211-212. （页面存档备份，存于）
- The Observatory, v. 7 (1884), pp. 118-119. （页面存档备份，存于）